# 米尔科·维耶尔曼
米尔科·维耶尔曼（法語：Mirko Vuillermin，1973年8月2日—），意大利男子短道速滑运动员。他曾代表意大利参加1992年和1994年冬季奥林匹克运动会短道速滑比赛，共获得一枚金牌和一枚银牌。